# Mala-forrásalagút
A Mala-forrásalagút Hévíz városrész és a Fürdő Szálló alatt húzódó, részben felújított és bejárható járatrendszer Esztergomban. Bejárata a Szent István Strandfürdő területéről nyílik.
Videót róla a Szent Özséb Barlangkutató Egyesület készített, mely a földalatt.hu nevű YouTube csatornán tekinthető meg.

## Története
Esztergomnak ezen a részén 1838-ig a Hévíz-tó volt, melyet lecsapoltak, és feltöltöttek. Ezt a 38-as árvíz és a termálvízre alapozott szállóépítés indokolta. 1839-40-ben alakították ki az alagútrendszert, hogy a feltörő termálvizet elvezessék. A térségben 15 meleg, illetve langyos forrás működött, úgymint a Mala-forrás, Mosó-forrás, Kőfürdő-forrás és ennek szökevény forrásai. Emellett hidegvízi feltörésekről is történik említés. Az alagútrendszer építője feltehetőleg Gramling Ignác ácsmester volt, aki a Fürdő Szálló alapozását is végezte. A forrás 29 ˚C-os vízhozama a Dorogi-medence szénkitermelése miatt csökkenni kezdett a huszadik században. Az 1960-as évek végére búvárszivattyús kitermeltetésre kellett áttérni. A 80-as évek elején nyíló újabb barnakőszénbányák vízkiemelés-növekedése további nyomáscsökkenést eredményezett a főkarsztvíztárolókban. A legalacsonyabb vízszintet 1991-ben mérték. Az 1990-es évekre viszont már csak Lencsehegy maradt az egyetlen üzemelő bánya, a többit bezárták és betömedékelték, így a víz elkezdett visszatérni az alagútba. 1995-ben egyes részeit felújították, ezek ma bejárhatóak. A strand igazgatója előzetes bejelentkezés alapján bármikor lehetőséget biztosít 10–15 fős csoportok számára a műszaki műemlék megtekintésére.

## Leírása
Az alagútrendszer önhordó szerkezetű, kő- és téglafalazatú. Járatainak teljes hossza összesen 473 méter. A források mélysége a földfelszíntől mérve 3–4 méter.